# Siti di interesse comunitario della Valle d'Aosta
Sono inoltre presenti nella regione Valle d'Aosta siti di interesse comunitario, località di rilevante interesse ambientale in ambito CEE. Le località, definite con l'acronimo SIC, sono state proposte sulla base del Decreto 25/3/2005, pubblicato sulla Gazzetta Ufficiale della Repubblica Italiana n. 157 dell'8 luglio 2005 e predisposto dal Ministero dell'Ambiente e della Tutela del Territorio e del Mare ai sensi della direttiva CEE (ultimo aggiornamento: 2011) . In Valle d'Aosta, sono 5 i siti ZPS individuati, per un totale di 86.380 ha e  28 SIC per un totale di 71.643 ha.

## SIC
| Definizione dell’area                                                         | Immagine | Codice Natura 2000 | ZSC/ZPS | Note                                                    | Sup.  | Coordinate             |
| ----------------------------------------------------------------------------- | -------- | ------------------ | ------- | ------------------------------------------------------- | ----- | ---------------------- |
| Parco nazionale del Gran Paradiso                                             |          | IT1201000          | ZPS     |                                                         | 71042 | 45.518889°N 7.301667°E |
| Ambienti calcarei d'alta quota della Valle di Rhêmes                          |          | IT1201010          | ZSC     |                                                         | 1593  | 45.509444°N 7.074444°E |
| Parco naturale Mont Avic                                                      |          | IT1202000          | ZSC     | Compreso nella ZPS Mont Avic e Mont Emilius (IT1202020) | 5750  | 45.646111°N 7.571111°E |
| Zona umida di Morgex (Morgex e La Salle)                                      |          | IT1203010          | ZSC     |                                                         | 30    | 45.751375°N 7.054954°E |
| Lago di Lolair (Arvier)                                                       |          | IT1203020          | ZSC     |                                                         | 28    | 45.694722°N 7.136111°E |
| Formazioni Steppiche della Côte de Gargantua (Gressan)                        |          | IT1203030          | ZSC     | Coincide con la Riserva naturale Côte de Gargantua      | 19    | 45.717778°N 7.294167°E |
| Stagno di Loson (Verrayes)                                                    |          | IT1203040          | ZSC     | Coincide con la Riserva naturale Lozon                  | 4,55  | 45.780556°N 7.554722°E |
| Lago di Villa (Challand-Saint-Victor)                                         |          | IT1203050          | ZSC     |                                                         | 27    | 45.686667°N 7.691389°E |
| Stagno di Holay (Pont-Saint-Martin)                                           |          | IT1203060          | ZSC     |                                                         | 3     | 45.597436°N 7.809461°E |
| Mont Mars                                                                     |          | IT1203070          | ZSC     |                                                         | 380   | 45.647222°N 7.924167°E |
| Ambienti glaciali del Monte Bianco (Courmayeur)                               |          | IT1204010          | ZSC/ZPS |                                                         | 12557 | 45.833611°N 6.866111°E |
| Talweg della Val Ferret (Courmayeur)                                          |          | IT1204032          | ZSC     |                                                         | 120   | 45.847735°N 7.018119°E |
| Ambienti glaciali del Gruppo del Monte Rosa                                   |          | IT1204220          | ZSC     |                                                         | 8645  | 45.901111°N 7.792778°E |
| Ambienti d'alta quota delle Combe Thuilette e Sozin (La Thuile)               |          | IT1205000          | ZSC     |                                                         | 356   | 45.676111°N 6.955°E    |
| Ambienti d'alta quota della Valgrisenche                                      |          | IT1205010          | ZSC     |                                                         | 336   | 45.541389°N 7.013889°E |
| Ambienti d'alta quota del Colle del Gran San Bernardo (Saint-Rhémy-en-Bosses) |          | IT1205020          | ZSC     |                                                         | 750   | 45.866667°N 7.146944°E |
| Pont d'Aël (Aymavilles)                                                       |          | IT1205030          | ZSC     |                                                         | 183   | 45.681667°N 7.221111°E |
| Castello e miniere abbandonate di Aymavilles                                  |          | IT1205034          | ZSC     |                                                         | 1,59  | 45.702433°N 7.248209°E |
| Ambienti Xerici del Mont Torrette - Bellon (Saint-Pierre, Sarre)              |          | IT1205050          | ZSC     |                                                         | 49    | 45.719978°N 7.238368°E |
| Stazione di Astragalus alopecurus di Cogne (Cogne)                            |          | IT1205061          | ZSC     |                                                         | 36    | 45.636959°N 7.311816°E |
| Vallone del Grauson (Cogne)                                                   |          | IT1205064          | ZSC     | Compreso nella ZPS Mont Avic e Mont Emilius (IT1202020) | 489   | 45.638889°N 7.384444°E |
| Vallone dell'Urtier (Cogne)                                                   |          | IT1205065          | ZSC     | Compreso nella ZPS Mont Avic e Mont Emilius (IT1202020) | 1506  | 45.605493°N 7.441593°E |
| Zona Umida « Les Îles de Saint-Marcel » (Saint-Marcel, Brissogne, Quart, Nus) |          | IT1205070          | ZSC/ZPS | Coincide con la Riserva naturale Les Îles               | 35    | 45.737222°N 7.433056°E |
| Ambienti calcarei d'alta quota attorno al Lago Tsan (Torgnon, Nus)            |          | IT1205081          | ZSC     |                                                         | 453   | 45.85591°N 7.538174°E  |
| Stagno di Lo Ditor (Torgnon)                                                  |          | IT1205082          | ZSC     |                                                         | 22    | 45.848333°N 7.564722°E |
| Ambienti xerici di Grand Brison - Cly (Saint-Denis, Verrayes)                 |          | IT1205090          | ZSC     |                                                         | 97    | 45.753333°N 7.5825°E   |
| Ambienti d'alta quota della Vallée de l'Alleigne (Champorcher)                |          | IT1205100          | ZSC     | Compreso nella ZPS Mont Avic e Mont Emilius (IT1202020) | 1103  | 45.588056°N 7.602778°E |
| Stazione di Paeonia officinalis (Arnad, Perloz)                               |          | IT1205110          | ZSC     |                                                         | 33    | 45.632222°N 7.783333°E |

## Zone di protezione speciale
Le zone di protezione speciale complessive sono 5.